# Sven Utterström
Sven Ludvig Utterström (Boden, 16 maggio 1901 – Boden, 7 maggio 1979) è stato un fondista svedese.

## Biografia
Vincitore della Vasaloppet nel 1925, ai II Giochi olimpici invernali di Sankt Moritz 1928 fu nono nella 18 km mentre ai Mondiali di Oslo del 1930 vinse l'oro nella 50 km. Sulla stessa distanza s'impose due volte, nel 1929 e nel 1930, al Trofeo Holmenkollen.
Ai III Giochi olimpici invernali di Lake Placid 1932 fu oro nella 18 km, con il tempo di 1:23:07, e sesto nella 50 km. Ai Mondiali di Innsbruck del 1933 fu quinto nella 18 km, secondo nella 50 km e primo nella staffetta 4 × 10 km, in squadra con Per-Erik Hedlund, Nils-Joel Englund e Hjalmar Bergström.

## Palmarès

### Olimpiadi
- 1 medaglia, valida anche ai fini iridati:
  - 1 oro (18 km a Lake Placid 1932)

### Mondiali
- 3 medaglie, oltre a quella conquistata in sede olimpica e valida anche ai fini iridati:
  - 2 ori (50 km a Oslo 1930; staffetta a Innsbruck 1933)
  - 1 argento (50 km a Innsbruck 1933)

## Riconoscimenti
Ottenne la Medaglia d'oro dello Svenska Dagbladet nel 1929.